# Camperol d'aiguamoll
El camperol d'aiguamoll (Megalurus palustris) és una espècie d'ocell de la família dels locustèl·lids (Locustellidae) i únic membre del gènere monofilètic Megalurus. Es troba a Bangladesh, Cambodja, Xina, l'Índia, Indonèsia, Laos, Malàisia, Myanmar, Nepal, el Pakistan, Filipines, Tailàndia i Vietnam. Habita els herbassars tropicals i subtropicals humids o inundables, les zones humides i els ambients antropogènics. El seu estat de conservació es considera de risc mínim.